# Michaëlla Krajiceková
Michaëlla Krajiceková (* 9. ledna 1989 v Delftu, Nizozemsko) je současná nizozemská profesionální tenistka. Jde o mladší nevlastní sestru wimbledonského vítěze Richarda Krajiceka.
Ve své dosavadní kariéře vyhrála 3 turnaje WTA ve dvouhře a 5 turnajů ve čtyřhře. V roce 2004 byla vyhlášena juniorskou mistryní světa.
Její rodiče jsou Češi. Žije a trénuje v Praze, je členkou 1. ČLTK Praha. Od podzimu 2013 je její deblovou partnerkou klubová kamarádka Lucie Hradecká.

## Finále na okruhu WTA Tour
| Legenda                                         |
| ----------------------------------------------- |
| D – dvouhra; Č – čtyřhra                        |
| Grand Slam (0–0)                                |
| Turnaj mistryň (0–0)                            |
| Tier I / Premier Mandatory & Premier 5 (0–0)    |
| Tier II / Premier (0–0 D; 0–2 Č)                |
| Tier III, IV & V / International (3–0 D; 5–9 Č) |

### Dvouhra: 3 (3–0)
| Stav    | č. | rok             | turnaj                       | povrch | soupeřka ve finále   | výsledek      |
| Vítězka | 1. | [9. října 2005  | Taškent, Uzbekistán          | tvrdý  | Akgul Amanmuradovová | 6–0, 4–6, 6–3 |
| Vítězka | 2. | 13. ledna 2006  | Hobart, Austrálie            | tvrdý  | Iveta Benešová       | 6–2, 6–1      |
| Vítězka | 3. | 24. června 2006 | 's-Hertogenbosch, Nizozemsko | tráva  | Dinara Safinová      | 6–3, 6–4      |

### Čtyřhra - výhry (5)
| Legenda                     |
| Kategorie Tier III (1)      |
| Kategorie Tier IV (2)       |
| Kategorie International (2) |

| Č. | Datum              | Turnaj                       | Povrch    | Partnerka          | Soupeřky ve finále                           | Výsledek      |
| 1. | 23. červenec, 2006 | Palermo, Itálie              | antuka    | Janette Husárová   | Giulia Gabbová Alice Canepová                | 6-0, 6-0      |
| 2. | 30. červenec, 2006 | Budapešť, Maďarsko           | antuka    | Janette Husárová   | Renata Voráčová Lucie Hradecká               | 4-6, 6-4, 6-4 |
| 3. | 21. červen, 2008   | 's-Hertogenbosch, Nizozemsko | tráva     | Marina Erakovićová | Līga Dekmeijereová Angelique Kerberová       | 6-3, 6-2      |
| 4. | 20. únor, 2010     | Memphis, USA                 | tvrdý (h) | Vania Kingová      | B. Matteková-Sandsová Meghann Shaughnessyová | 7-5, 6-2      |
| 5. | 10. srpen, 2013    | Suzhou, Čína                 | tvrdý (h) | Timea Babos        | Han Xin-Yun Eri Hozumi                       | 6-2, 6-2      |

### Čtyřhra - prohry (7)
| Legenda                     |
| Kategorie Tier II (1)       |
| Kategorie Tier III (1)      |
| Kategorie Tier IV (2)       |
| Kategorie Premier (1)       |
| Kategorie International (2) |

| Č. | Datum            | Turnaj                       | Povrch    | Partnerka           | Vítězky                                | Výsledek        |
| 1. | 1. květen, 2005  | Estoril, Portugalsko         | antuka    | Henrieta Nagyová    | Sun Tchien-tchien Tching Liová         | 6-3, 6-1        |
| 2. | 30. říjen, 2005  | Hasselt, Belgie              | tvrdý (h) | Ágnes Szávayová     | Katarina Srebotniková Émilie Loitová   | 6-3, 6-4        |
| 3. | 19. únor, 2006   | Antverpy, Belgie             | tvrdý (h) | Stéphanie Foretzová | Katarina Srebotniková Dinara Safinová  | 6-1, 6-1        |
| 4. | 4. květen, 2008  | Praha, Česko                 | antuka    | Jill Craybasová     | Andrea Hlaváčková Lucie Hradecká       | 1-6, 6-3, 10-6  |
| 5. | 21. únor, 2009   | Memphis, USA                 | tvrdý (h) | Juliana Fedaková    | Viktoria Azarenková Caroline Wozniacká | 6-1, 7-6(2)     |
| 6. | 19. červen, 2009 | 's-Hertogenbosch, Nizozemsko | tráva     | Yanina Wickmayerová | Sara Erraniová Flavia Pennettaová      | 6-4, 5-7, 13-11 |
| 7. | 18. duben 2010   | Charleston, USA              | antuka    | Vania Kingová       | Liezel Huberová Naďa Petrovová         | 6-3, 6-4        |

## Fed Cup
Michaëlla Krajiceková se zúčastnila 13 zápasů ve Fed Cupu za tým Nizozemska s bilancí 7-5 ve dvouhře a 1-1 ve čtyřhře.

## Postavení na žebříčku WTA na konci sezóny

### Dvouhra
| Rok    | 2004 | 2005  | 2006  | 2007  | 2008   | 2009   |
| Pořadí | 429. | ▲ 58. | ▲ 35. | ▲ 34. | ▼ 219. | ▲ 129. |

### Čtyřhra
| Rok    | 2004 | 2005   | 2006  | 2007  | 2008   | 2009  |
| Pořadí | 385. | ▲ 108. | ▲ 36. | ▼ 47. | ▼ 106. | ▲ 97. |